# Loi d'Irwin-Hall
En théorie des probabilités et en statistique, la loi d'Irwin-Hall, dénommée d'après le statisticien Joseph Oscar Irwin et le mathématicien Philip Hall, est une loi de probabilité définie comme la somme de variables aléatoires indépendantes de loi uniforme continue sur [0 ; 1].
Pour générer des nombres pseudo-aléatoires ayant une loi approximativement normale, on peut générer, par simplicité, des sommes de nombres pseudo-aléatoires de loi uniforme continue.
Il ne faut pas confondre cette loi avec la loi de Bates qui est la moyenne de variables aléatoires uniformes sur [0 ; 1].

## Définition
La loi d'Irwin–Hall est la loi de probabilité continue pour la somme de n variables aléatoires iid de loi uniforme continue sur [0 ; 1] :
{\displaystyle X=\sum _{k=1}^{n}U_{k}.}
Sa densité de probabilité est donnée par :
{\displaystyle f_{X}(x;n)={\frac {1}{2(n-1)!}}\sum _{k=0}^{n}\left(-1\right)^{k}{n \choose k}\left(x-k\right)^{n-1}\operatorname {sgn}(x-k)}
où sgn est la fonction signe :
{\displaystyle \operatorname {sgn} \left(x-k\right)={\begin{cases}-1&x<k\\0&x=k\\1&x>k.\end{cases}}}
ou encore par :
{\displaystyle f_{X}(x;n)={\frac {1}{(n-1)!}}\sum _{k=0}^{n}\left(-1\right)^{k}{n \choose k}\left(x-k\right)^{n-1}H(x-k)}
où H est la fonction de Heaviside :
{\displaystyle H\left(x-k\right)={\begin{cases}0&x<k\\1&x>k.\end{cases}}}

Ainsi, la densité est une spline (fonction définie par morceaux par des polynômes) de degré n sur les nœuds 0, 1, ..., n. Plus précisément, pour x ∈ ]k, k+1[, la densité est
{\displaystyle f_{X}(x;n)={\frac {1}{(n-1)!}}\sum _{j=0}^{n-1}a_{j}(k,n)x^{j}}
où les coefficients aj(k,n) sont obtenus par la relation de récurrence en k :
{\displaystyle a_{j}(k,n)={\begin{cases}1&k=0,j=n-1\\0&k=0,j<n-1\\a_{j}(k-1,n)+(-1)^{n+k-j-1}{n \choose k}{{n-1} \choose j}k^{n-j-1}&k>0\end{cases}}}

## Premières valeurs
- Pour n = 1, X suit une loi uniforme continue :

{\displaystyle f_{X}(x)={\begin{cases}1&0\leq x\leq 1\\0&{\text{sinon}}\end{cases}}}
- Pour n = 2, X suit une loi triangulaire :

{\displaystyle f_{X}(x)={\begin{cases}x&0\leq x\leq 1\\2-x&1\leq x\leq 2\end{cases}}}
- Pour n = 3,

{\displaystyle f_{X}(x)={\begin{cases}{\frac {1}{2}}x^{2}&0\leq x\leq 1\\{\frac {1}{2}}\left(-2x^{2}+6x-3\right)&1\leq x\leq 2\\{\frac {1}{2}}\left(x^{2}-6x+9\right)&2\leq x\leq 3\end{cases}}}
- Pour n = 4,

{\displaystyle f_{X}(x)={\begin{cases}{\frac {1}{6}}x^{3}&0\leq x\leq 1\\{\frac {1}{6}}\left(-3x^{3}+12x^{2}-12x+4\right)&1\leq x\leq 2\\{\frac {1}{6}}\left(3x^{3}-24x^{2}+60x-44\right)&2\leq x\leq 3\\{\frac {1}{6}}\left(-x^{3}+12x^{2}-48x+64\right)&3\leq x\leq 4\end{cases}}}
- Pour n = 5,

{\displaystyle f_{X}(x)={\begin{cases}{\frac {1}{24}}x^{4}&0\leq x\leq 1\\{\frac {1}{24}}\left(-4x^{4}+20x^{3}-30x^{2}+20x-5\right)&1\leq x\leq 2\\{\frac {1}{24}}\left(6x^{4}-60x^{3}+210x^{2}-300x+155\right)&2\leq x\leq 3\\{\frac {1}{24}}\left(-4x^{4}+60x^{3}-330x^{2}+780x-655\right)&3\leq x\leq 4\\{\frac {1}{24}}\left(x^{4}-20x^{3}+150x^{2}-500x+625\right)&4\leq x\leq 5\end{cases}}}

## Propriétés
- L'espérance et la variance valent respectivement n/2 et n/12.

- La probabilité que X soit compris entre k et k+1 est égal à {\displaystyle {\frac {1}{n!}}\left\langle {n \atop k}\right\rangle }, où {\displaystyle \left\langle {n \atop k}\right\rangle } est un nombre eulérien[2].

- La loi de la partie fractionnaire de X est une loi uniforme sur [0,1].